# Cosmosoma corvica
Cosmosoma corvica är en fjärilsart som beskrevs av Paul Dognin 1910. Cosmosoma corvica ingår i släktet Cosmosoma och familjen björnspinnare. Inga underarter finns listade i Catalogue of Life.